# Auslese

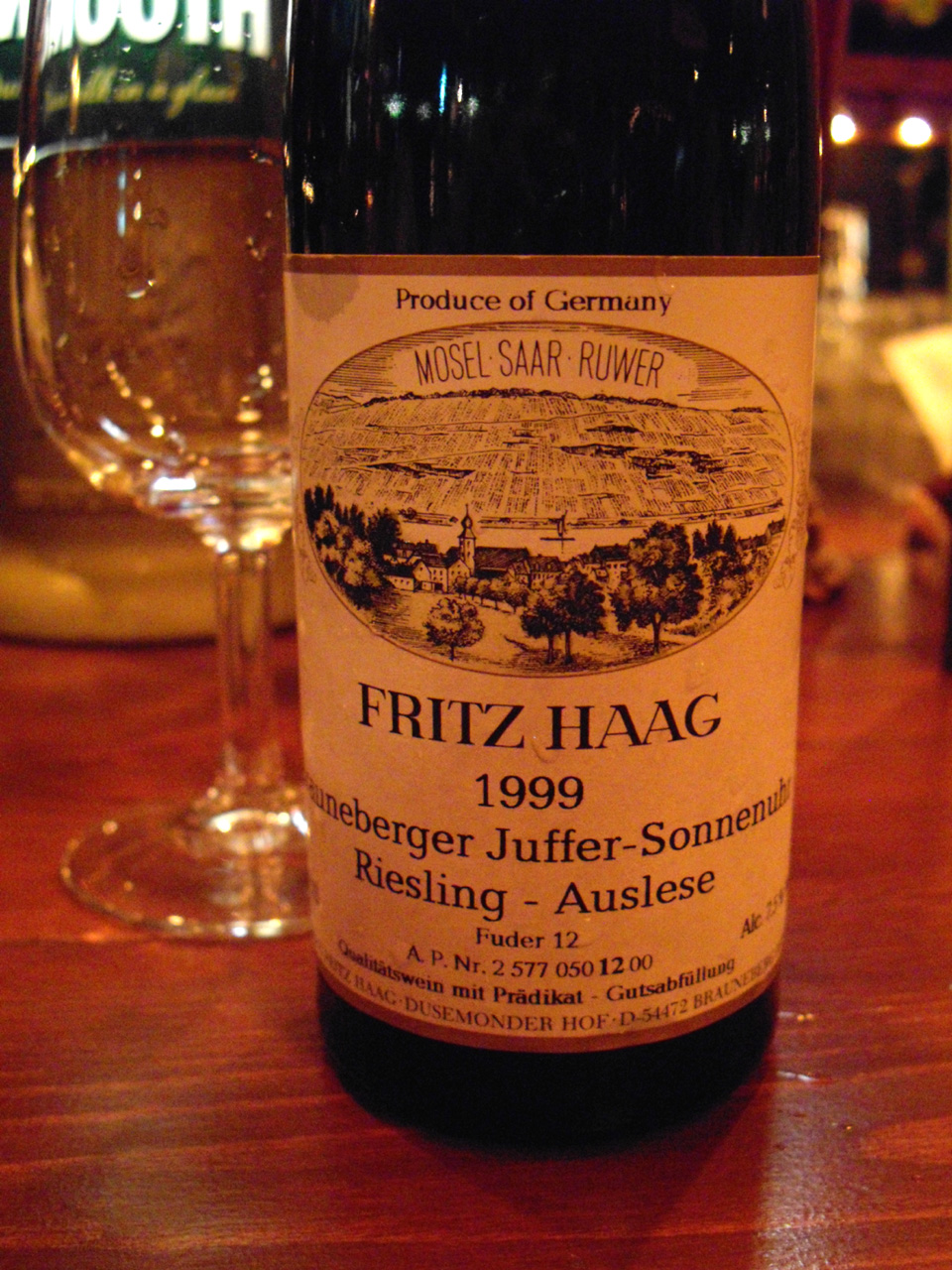
Riesling auslese. Widoczne odniesienie do kategorii Qualitätswein mit Prädikat

Auslese (niem. wybór) – kategoria jakościowa win niemieckich. Wina nią oznaczane są produkowane z wybranych, w pełni dojrzałych gron winorośli zbieranych z pewnym opóźnieniem po osiągnięciu dojrzałości. Owoce mogą być, ale nie muszą porażone szlachetną pleśnią.
Wina Auslese są winami nadającymi się do leżakowania, z reguły słodkimi i o niskim poziomie alkoholu. Warianty wytrawne są przeważnie mocniejsze.
Kategorię Auslese wyróżnia się tylko w ramach win o najwyższej jakości według niemieckiego prawa winiarskiego, tzw. win jakościowych z predykatem (QmP – Qualitätswein mit Prädikat). Auslese mieści się w tej klasyfikacji pomiędzy Spätlese i Beerenauslese. Ilość cukru w moszczu musi odpowiadać od 11,4 do 14,5% potencjalnego poziomu alkoholu, przy czym od decyzji winiarza zależy, czy będzie dążył do przefermentowania większości cukru i uzyskania krzepkiego wina wytrawnego, czy skłoni się ku słodkości kosztem poziomu alkoholu. Niedozwolone jest dodawanie cukru, tzw. szaptalizacja. Trwałość win Auslese sięga od 5 do 20 lat.